# مهدی رضایی
مهدی رضایی (۱۳۳۱، تهران – ۱۶ شهریور ۱۳۵۱، تهران) فعال سیاسی و از اعضای سازمان مجاهدین خلق ایران در قبل از انقلاب ۱۳۵۷ بود. وی پس از ۴ سال فعالیت مبارزاتی در ۱۶ شهریور ۱۳۵۱ پس از محکوم شدن به سه بار اعدام در دادگاه بدوی و تجدید نظر نظامی حکومت پهلوی، تیرباران گردید و لقب گل‌سرخ انقلاب گرفت.

## زندگی و پیوستن به سازمان مجاهدین خلق ایران
مهدی رضایی در ۳۰ تیر ۱۳۳۱ در یک خانواده مذهبی در تهران به‌دنیا آمد، پدرش خلیل‌الله رضایی یکی از بازاریان تهران و از طرفداران محمد مصدق بود. خانه پدری او واقع در خیابان ری، بازارچه نایب السلطنه، کوچه شهاب‌الملک بود. مهدی رضایی دوران ابتدایی را در دبستان تدین و دوران متوسطه را در مدارس نصیر و مروی گذراند. وی در دوران تحصیل همواره جزو دانش‌آموزان ممتاز بود، مهدی در کنار برادرانش احمد رضایی و رضا رضایی فعالیت‌های سیاسی را آغاز کرد و به سازمان مجاهدین خلق ایران پیوست.

## دستگیری
مهدی رضایی در تاریخ ۱۸ اردیبهشت ۱۳۵۱، پس از اینکه قراری را در ساعت ۵ بعد از ظهر در میدان ژاله (شهدا) اجرا کرد، برای اجرای قراری دیگر از خیابان خورشید به طرف دروازه شمیران حرکت نمود. در اواسط همین خیابان یکی از اکیپ‌های کمیته مشترک به سرپرستی ستوان شهربانی «جاویدمند» به وی مشکوک شد. مهدی که وضع را عادی نیافت، درصدد فرار برآمد؛ لیکن مأموران او را تعقیب کردند و او هم به طرف آنان تیراندازی کرد.
گلوله‌های وی به «ستوان علاء الدین جاویدمند» اصابت کرد و کشته شد؛ ولی خود مهدی توسط بقیه مأموران دستگیر شد.

## محاکمه
مهدی رضایی در دادگاهی علنی دفاعیه خود را اعلام نمود. وی در بخشی از دفاعیات خود گفت:
یکی از موارد اتهام من ورود در دسته به‌زعم شما اشرار است و من مجبور هستم که این دسته رو معرفی بکنم که بعد معلوم بشه آیا ما شرور هستیم یا نه. برای جواب دادن به این اتهام مجبور هستم که در این مورد توضیحاتی بدهم. باید عرض بکنم که هدف ما چیزی نبوده جز بهروزی انسانها. جز برداشتن هرگونه تبعیض… ما کسانی نبودیم که درد ناراحتی مردم را ببینیم و ساکت بنشینیم. هم‌چنان‌که مولای ما علی در خطبه شقشقیه، هنگامی که خلافت را به‌دست می‌گیرند، می‌فرماید: خداوند از کسانی که به ماهیت این روابط، به ماهیت این مسئله آگاهی دارند، پیمان و عهد گرفته که ساکت ننشینند و از سیری ظالم و گرسنگی مظلوم. این پیمانی‌ست که ما با خدای خود بستیم. من در این‌جا به اتهام عشق به خلق و پیکار در راه خلق محاکمه می‌شوم. هدف ما فراهم‌آوردن چنان شرایطی است که همه انسانها تحت آن شرایط به آخرین حد کمال و انسانیت برسند… من در اینجا به اتهام عشق به خلق و پیکار در راه خلق محاکمه می‌شوم. بگذار رگ و پوست ما در راه خلق فدا گردد. تا ظلم هست مبارزه هست و تا مبارزه هست شکست و پیروزی هست؛ ولی سرانجام پیروزی متعلق به خلق است. این را من نمی‌گویم این را تاریخ می‌گوید…
بعد از این دفاعیه، مأموران ساواک بار دیگر او را به زیر شکنجه بردند.

## اعدام
سرانجام در ۱۶ شهریور ماه ۱۳۵۱ در مطبوعات اعلام شد که مهدی رضایی، پس از محکوم شدن به سه بار اعدام در دادگاه بدوی و تجدید نظر نظامی، تیرباران گردید.
اولین مراسم یادبود او پس از انقلاب ۱۳۵۷ در بهشت زهرا با حضور هزاران نفر از گروه‌های مختلف مردم برگزار گردید، در این مراسم بخشی از دفاعیات او در دادگاه نظامی شاه با صدای خودش پخش شد.
احمد شاملو در خاطره اعدام او در میدان تیر چیتگر شعری را سروده است.
«ابراهیم در آتش»
در آوار خونین گرگ و میش
دیگرگونه مردی آنک،
که خاک را سبز می‌خواست
و عشق را شایسته زیباترین زنان ــ
که این‌اش
به نظر
هدیتی نه‌چنان کم‌بها بود
که خاک و سنگ را بشاید.
چه مردی! چه مردی!
که می‌گفت
قلب را شایسته‌تر آن
که با هفت شمشیر عشق
درخون نشیند
و گلو را بایسته‌تر آن
که زیباترین نام‌ها را
بگوید.
و شیرآهن کوه مردی از این‌گونه عاشق
میدان خونین سرنوشت
به پاشنهٔ آشیل
درنوشت. ــ
رویینه‌تنی
که راز مرگ‌اش
اندوه عشق و

غم تنهایی بود.